# Mosillus tarsalis
Mosillus tarsalis är en tvåvingeart som först beskrevs av Walker 1853.  Mosillus tarsalis ingår i släktet Mosillus och familjen vattenflugor. Inga underarter finns listade i Catalogue of Life.